# العيز (حجة)
العيز هي إحدى قرى الجمهورية اليمنية. وهي تتبع جغرافيًا لمحافظة حجة. وإداريًا لمديرية افلح الشام. يبلغ تعداد سكانها 4516 نسمة حسب الإحصاء الذي جرى عام 2004.